# Пурнозеро (озеро, Медвежьегорский район)
Пурнозеро — озеро на территории Повенецкого городского поселения Медвежьегорского района Республики Карелии.

## Общие сведения
Площадь озера — 1,3 км². Располагается на высоте 169,9 метров над уровнем моря.
Форма озера лопастная, продолговатая: вытянуто с северо-запада на юго-восток. Берега сильно изрезанные, каменисто-песчаные, местами заболоченные.
Из озера вытекает ручей, втекающий в Кукозеро, из которого берёт начало река Красная, втекающая в реку Югу, которая, в свою очередь, впадает в Маткозеро, через которое протекает Беломорско-Балтийский канал.
В озере расположено не пяти шести безымянных островов различной площади.
Код объекта в государственном водном реестре — 02020001311102000006681.